# Cá lòng tong dị hình
{{Bảng phân loại
| image = Harlequin_rasbora.jpg
| image_width = 240px
| image_caption = Cá lòng tong dị hình
| status = 
| regnum = Animalia
| phylum = Chordata
| classis = Actinopterygii
| ordo = Cypriniformes
| familia = Cyprinidae
| subfamilia = Danioninae
| genus = Trigonostigma
| species = T. heteromorpha
| binomial = Trigonostigma heteromorpha
| binomial_authority = (Duncker, 1904)<ref name= fishbase>Ranier Froese và Daniel Pauly (chủ biên). Thông tin Trigonostigma heteromorpha trên FishBase. Phiên bản tháng 10 năm 2011.
Cá lòng tong dị hình (danh pháp hai phần: Trigonostigma heteromorpha) là loài cá vây tia thuộc chi Trigonostigma.

## Miêu tả
Loài cá nhỏ này có chiều dài tối đa 5 cm. Phần thân có màu ánh đỏ, ánh hồng hay da cam với sọc đen rõ nét từ phía dưới gốc vây lưng tới giữa gốc vây đuôi và thường nở rộng hơn về phía trước, trông giống như một hình tam giác. Đường bên không hoàn hảo suy giảm thành 6-9 kẽ rỗng. Không râu. Có 5 tia vây hậu môn phân nhánh.

## Phân bố
Loài này sinh sống trong khu vực từ miền nam Thái Lan (từ Narathiwat trở xuống) về phía nam tới Sumatra (Indonesia).
Sinh sống trong các con suối trong rừng. Cũng được tìm thấy trong các đầm lầy than bùn nguyên sinh với các quần thể trên 100 con. Thức ăn của chúng là giun, động vật giáp xác và côn trùng. Chúng đẻ trứng ở mặt dưới của những chiếc lá rộng của thực vật thủy sinh hay các cấu trúc tương tự.

## Hình ảnh

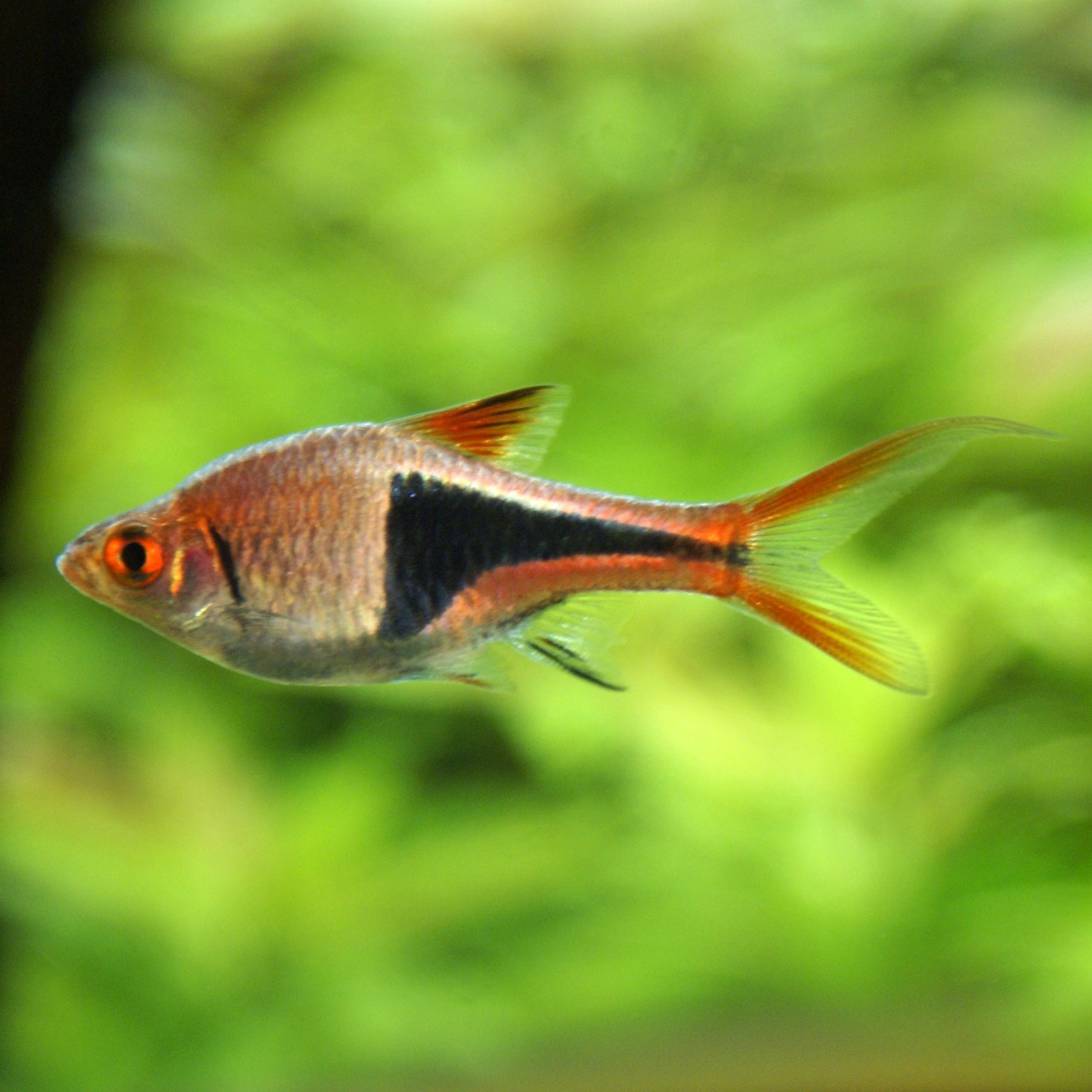
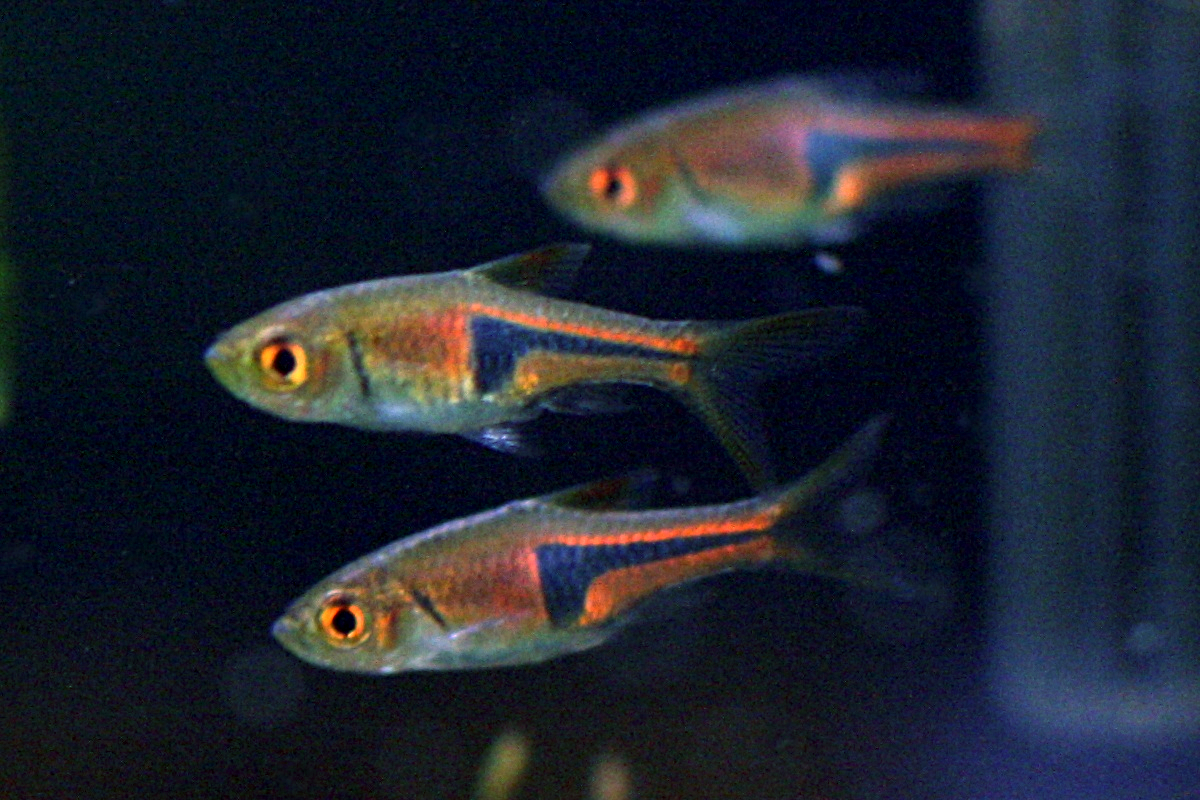
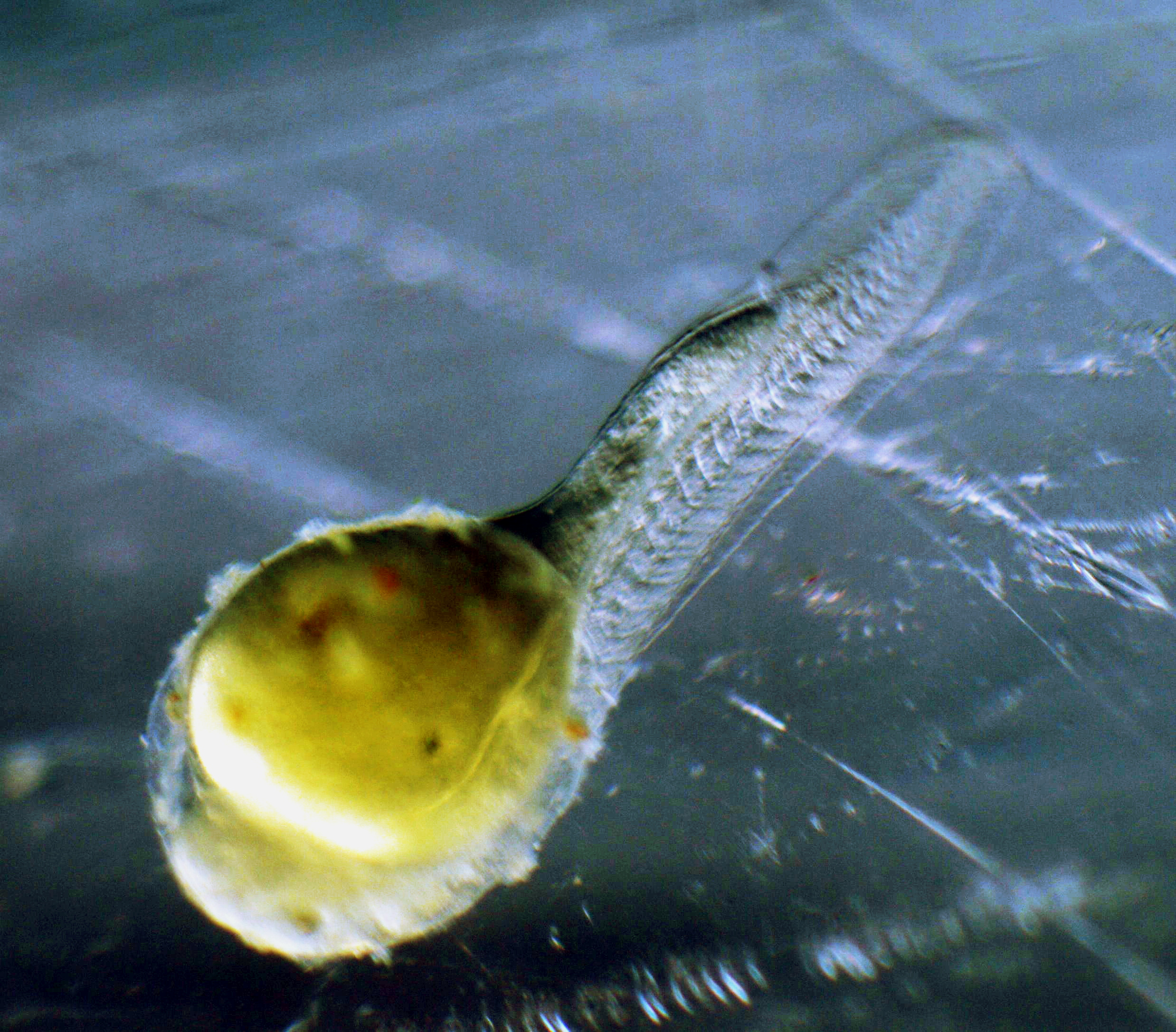
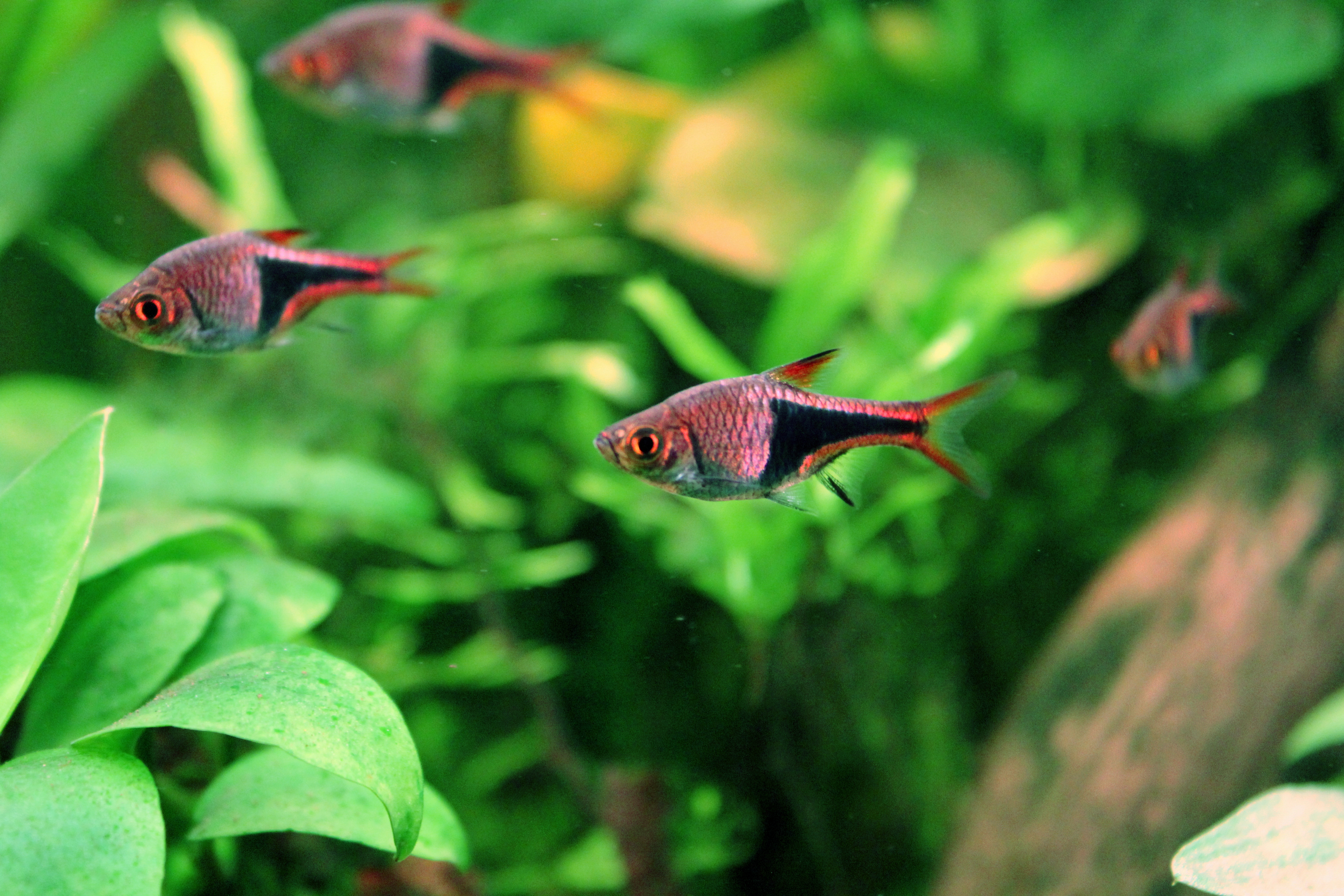